# Sic transit gloria mundi
Sic transit gloria mundi (укр. так минає мирська слава) — латинський вислів, що використовувався під час Папської коронації з XV по XX століття.

## Походження
Фраза використовувалася в церемоніях папської коронації між 1409 (при коронації Олександра V) та 1963 роками. Коли новообраний папа виходив з ризниці базиліки св. Петра, переносний трон Папи (Sedia gestatoria) тричі зупинявся. Кожного разу папський церемонійний майстер падав на коліна перед папою, який тримає срібну або мідну тростину, і несе клоччя тліючого льону. Тричі поки тканина згорає він говорить сумним і гучним голосом: «Pater Sancte, sic transit gloria mundi!» («Святий Отче, так проходить мирська слава!»). Ці слова мають служити нагадуванням Папі, про тлінність життя і земних почестей. Формула фрази з'явилася вперше в роботі Томи Кемпійського «Наслідування Христа» (1418).

## Інші згадки
Після закінчення війни 1812 року читач «Альбіон» подав лист до Британської Морської Хроніки. Вказуючи на Сполучені Штати, він заявив, що «зростаюча велич цієї далекої імперії (а її відстань, мабуть, за щастя для Європи) дивує нації, які дивилися з подивом і бачили найсильніші зусилля Британії, в епоху своєї найбільшої сили, яку так легко відбили, що повністю підірвали». У кінці листа він пише «Sic transit Gloria mundi», маючи на увазі остаточне визнання тенденції до послаблення британського впливу на морі та зростання американської влади на морі.
Емілі Дікінсон використовувала лінію у примхливій валентинці, що була написана Вільяму Хоуленду у 1852 році і згодом опублікована у Спрінгфілд Дейлі Репаблікан.
Фантастичний роман «Кантика за Лейбовіцем» Волтера Міллера-молодшого закінчується, коли від ядерної війни руйнується світ. Католицький священнослужитель, який опинився на кораблі, який вилетів із Землі в останній момент, шепче «Sic transit mundus» («Так проходить світ»).
Також використовується у вінтажній комп'ютерній грі «Star Trek» (1971 року).
Американський драматичний фільм «Sic Transit Gloria» (2018) розповідає про світ, де не існує моралі.
Румунський художник Мірча Кантор у 2012 році представив інсталяцію Sic Transit Gloria Mundi.

## Аналогічні висловлювання
Існує багато приказок та висловів на різних мовах, що мають один і той же сенс. Найвідоміше — «і це теж пройде» (ймовірно, походить зі Стародавньої Персії).
В англійській мові найбільш відповідним є вислів «All that's fair must fade» — перероблений рядок ірландського поета Томаса Мура з вірша «All That's Bright Must Fade». Близькою до латинського виразу є сутність важливої буддистської доктрини анітья («непостійність»), яка у східній масовій культурі найбільш відома завдяки японській ідіомі «(навіть) великі люди неминуче помирають» (яп. 盛者必衰) із пам'ятки класичної літератури «Хейке моноґатарі».